# Школьная форма

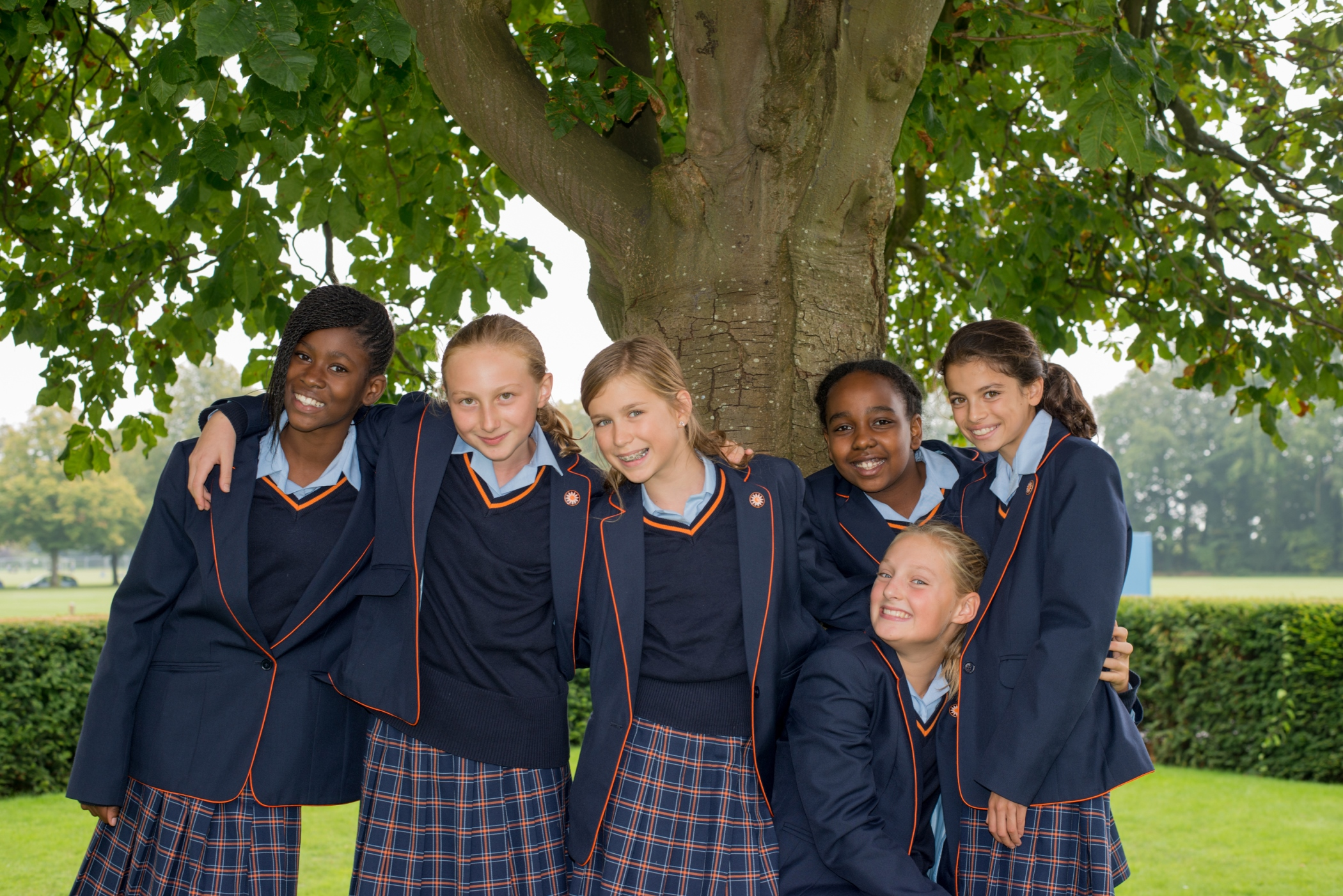
Британская школьная форма

Школьная форма — униформа для учеников во время их нахождения в школе и на официальных школьных мероприятиях вне школы.

## История школьной формы в России и СССР

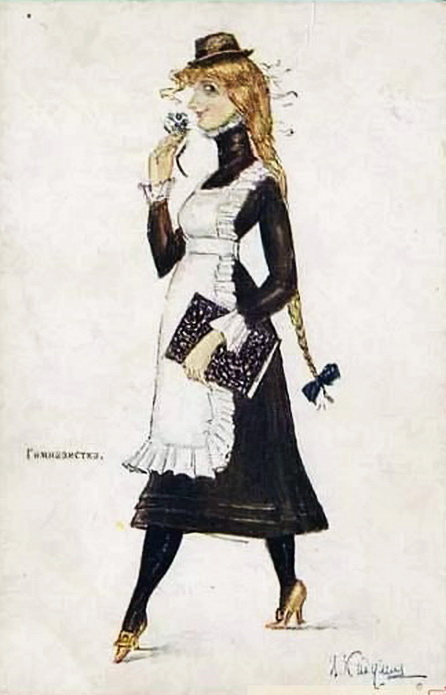
Гимназистка. Открытка работы Владимира Кадулина, 1900-е годы

В России история школьной униформы началась в 1811 году, когда были введены ученические мундиры в Царскосельском лицее. В 1834 году была утверждена общая система всех гражданских мундиров в Российской империи, в том числе и для учащихся военных и гражданских средних учебных заведений.
В 1918 году гимназическая форма была объявлена буржуазным пережитком и отменена. В 1935 году постановлением правительства снова устанавливалась единая форма для школьников, однако ввести её удалось только начиная с 1947 года. Первоначально новая форма была очень похожа на дореволюционную: для мальчиков — синяя фуражка с серебристым гербом, серая гимнастёрка, для девочек — тёмно-коричневые платья с белыми подворотничками и с чёрными (белыми — парадными) передниками. Регламентации подвергались даже причёски школьников, особенно, младшей и средней школы: так мальчиков первоклассников, как правило, стригли наголо, третьеклассникам оставляли небольшие челки, пятиклассникам разрешали и полубокс, а семиклассникам (и старше) — польку; девочкам рекомендовали носить косы, допуская стрижки с чёрными (к парадной форме — белыми) бантами лишь в исключительных случаях.
Стиль советской школьной формы был модернизирован в 1962 году. Мальчики носили тёмные (часто тёмно-синие) брюки и пиджаки (с 1970-х годов — в начальной и средней школе пиджаки заменили на открытые куртки) с белыми (или светлыми однотонными) рубашками, девочки — прежние коричневые платья с повседневными чёрными передниками, в особых случаях они надевали белые парадные передники. На рукавах курток с начала 1970-х размещался знак ПВХ в виде алого щита с белой каймой, изображением раскрытой книги и солнца («Ученье — свет»). Форма старшеклассников с пиджаком на трёх латунных белых пуговицах вместо куртки имела более светлый оттенок и иной рисунок нарукавного знака. Имелись и некоторые различия в разных советских республиках, например, в Узбекской ССР в конце 1980-х девочки носили голубые платья, в Украинской ССР школьная форма мальчиков была коричневой. На форме слева носились значки организаций и обществ, в которых состоял учащийся (Октябрятская организация, ВОДП, ВОКККП и т. д.). Члены пионерской организации, к которой принадлежали почти все школьники до 14 лет (возраста вступления в комсомол), носили красные галстуки и значки ВЛПО; члены ВЛКСМ носили значки ВЛКСМ. Ученики старших классов повязывали классический галстук или использовали самовязы[неизвестный термин]. На уроки физкультуры надевали спортивную форму и обувь. Формально со школьной формой надевать спортивную обувь не разрешалось, однако этот запрет фактически не соблюдался. В начале 1980-х годов для девочек был введён тёмно-синий костюм-тройка с нарукавным знаком на пиджаке (на платье нарукавные знаки никогда не вводились). В 1960-х строгие правила в отношении стрижки были ослаблены, позже за их соблюдением следила исключительно администрация школы, отдававшая этот вопрос целиком на откуп классным руководителям. Более свободной в 1970-х годах (в том числе, после отмены фуражек для мальчиков), стала и проблема сочетания с формой неформенных элементов.
В 1992 году обязательная школьная форма была отменена.
В 2013 году образовательные организации получили право устанавливать требования к одежде обучающихся. При этом государственные и муниципальные организации при реализации такого права должны использовать типовые требования субъектов федерации.

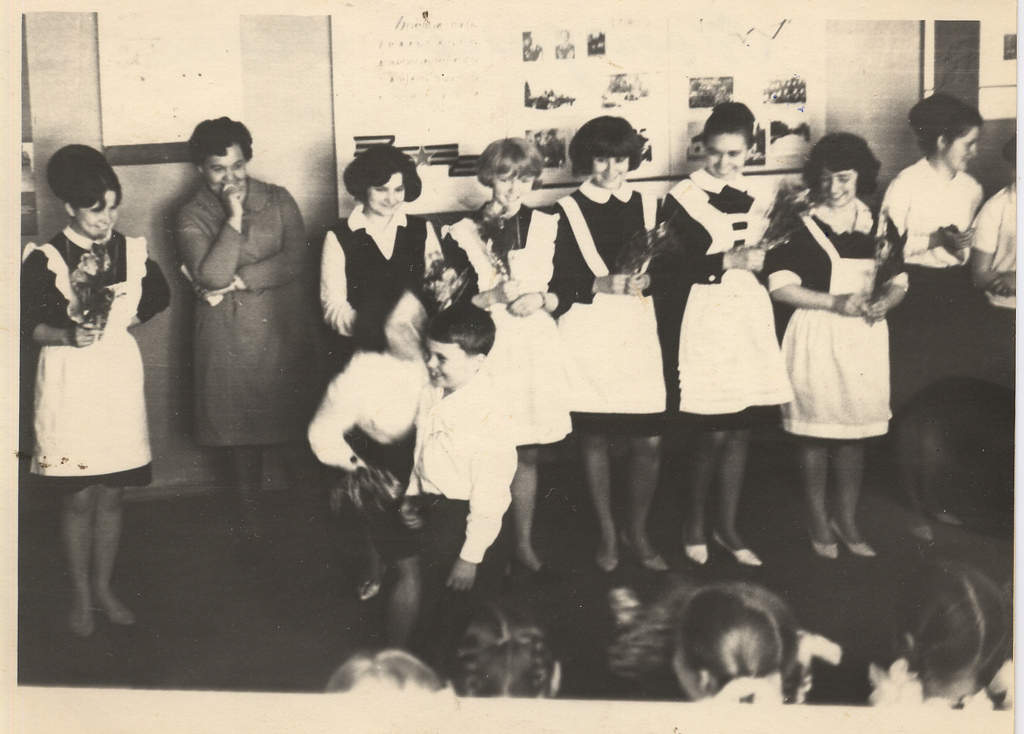
Последний звонок в советской школе (1968)
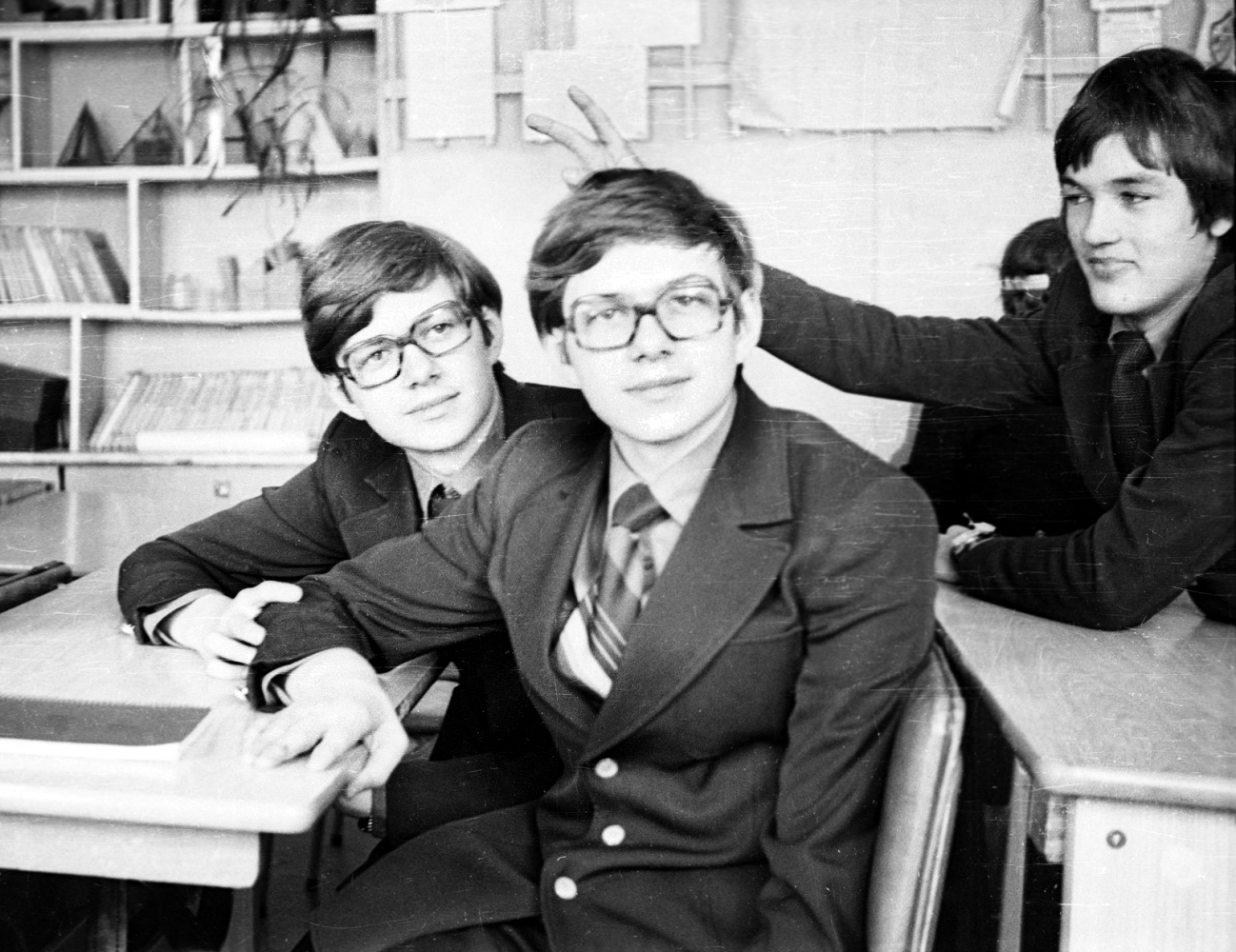
Ученики московской школы в 1980 году
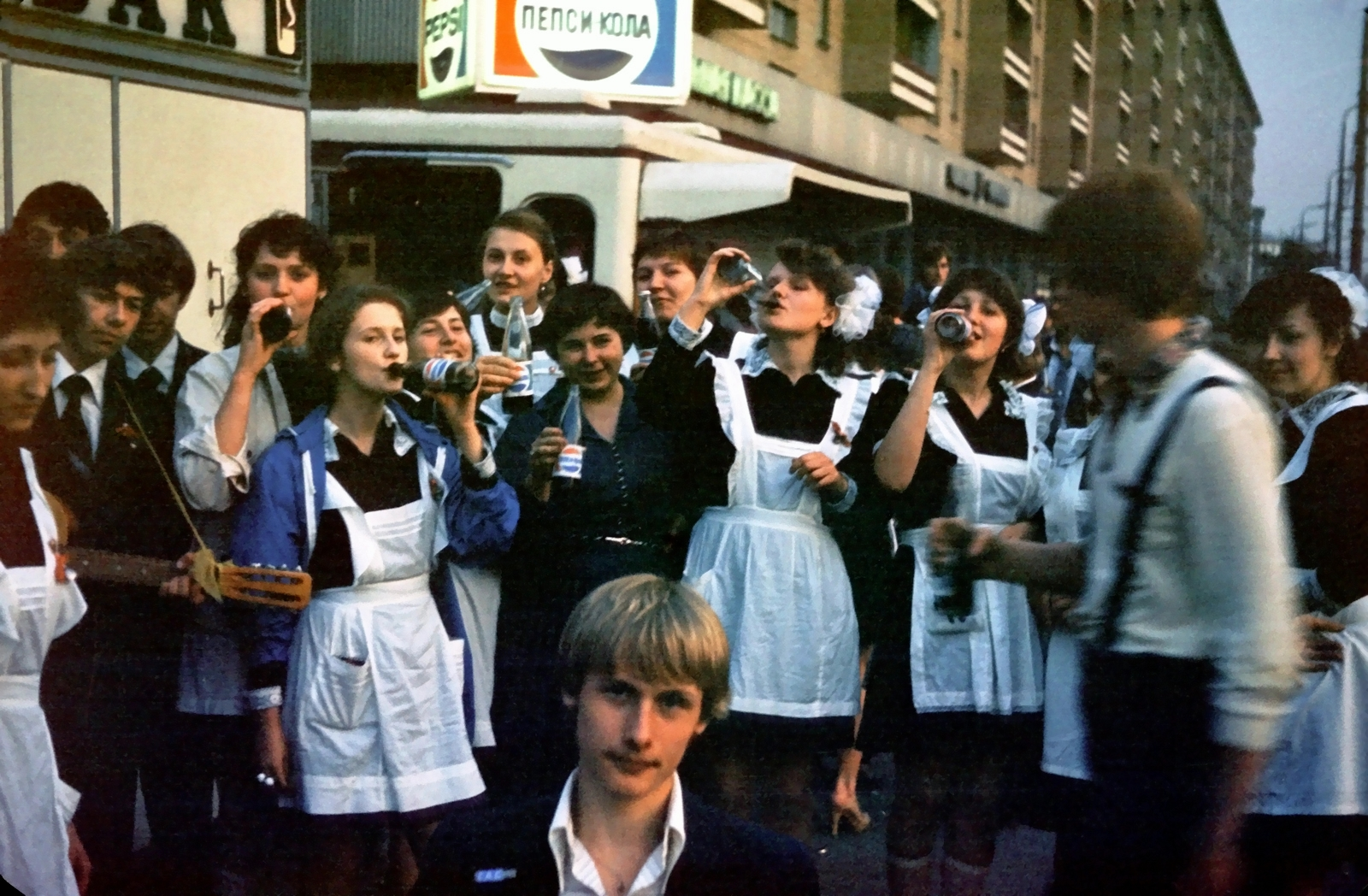
Форма в московской школе (1981)

## Школьная форма в других странах

### Великобритания
Великобритания является страной со старейшей традицией ношения школьной формы. Она была впервые введена во время правления короля Генриха VIII в середине XVI века для нескольких частных школ (одной из первых стала Christ’s Hospital, сохранившая форму того времени до наших дней), за основу было взято солдатское обмундирование. Эта форма представляла собой длинный плащ-пальто синего цвета. На данный момент форма присутствует в большинстве британских школ и включает в себя рубашку, пиджак, свитер или вязаную безрукавку с эмблемой школы, шорты/длинные брюки для мальчиков и юбки до колен для девочек, в качестве обуви старшеклассники непременно носят кожаные туфли, младшеклассники могут носить кроссовки и кеды. Даже спортивные костюмы, использующиеся на спортивных занятиях являются частью школьной формы и регламентируются. До начала XX века в состав униформы некоторых школ также входили и головные уборы, например, цилиндры, шляпки или канотье. Каждая школа (или все школы в одном районе) имеет собственную комбинацию цветов для формы. Правила ношения формы очень строгие, за любое нарушение провинившегося ученика отправляют домой, засчитывая за прогул занятий. Во многих бывших британских колониях, например в Индии, Ирландии, Австралии, Сингапуре, Южной Африке, Кипре и Гонконге форма не была отменена и после обретения независимости.

### АвстралияиНовая Зеландия
В Австралии до сих пор сохраняется обычай носить шляпки в качестве школьной формы.
В Новой Зеландии школьникам разрешается, и даже поощряется ходить босиком. Однако старшеклассники должны ходить босиком лишь во время спортивных занятий.

### Франция
Во Франции единая школьная форма существовала в 1927—1968 годах.

### Польша

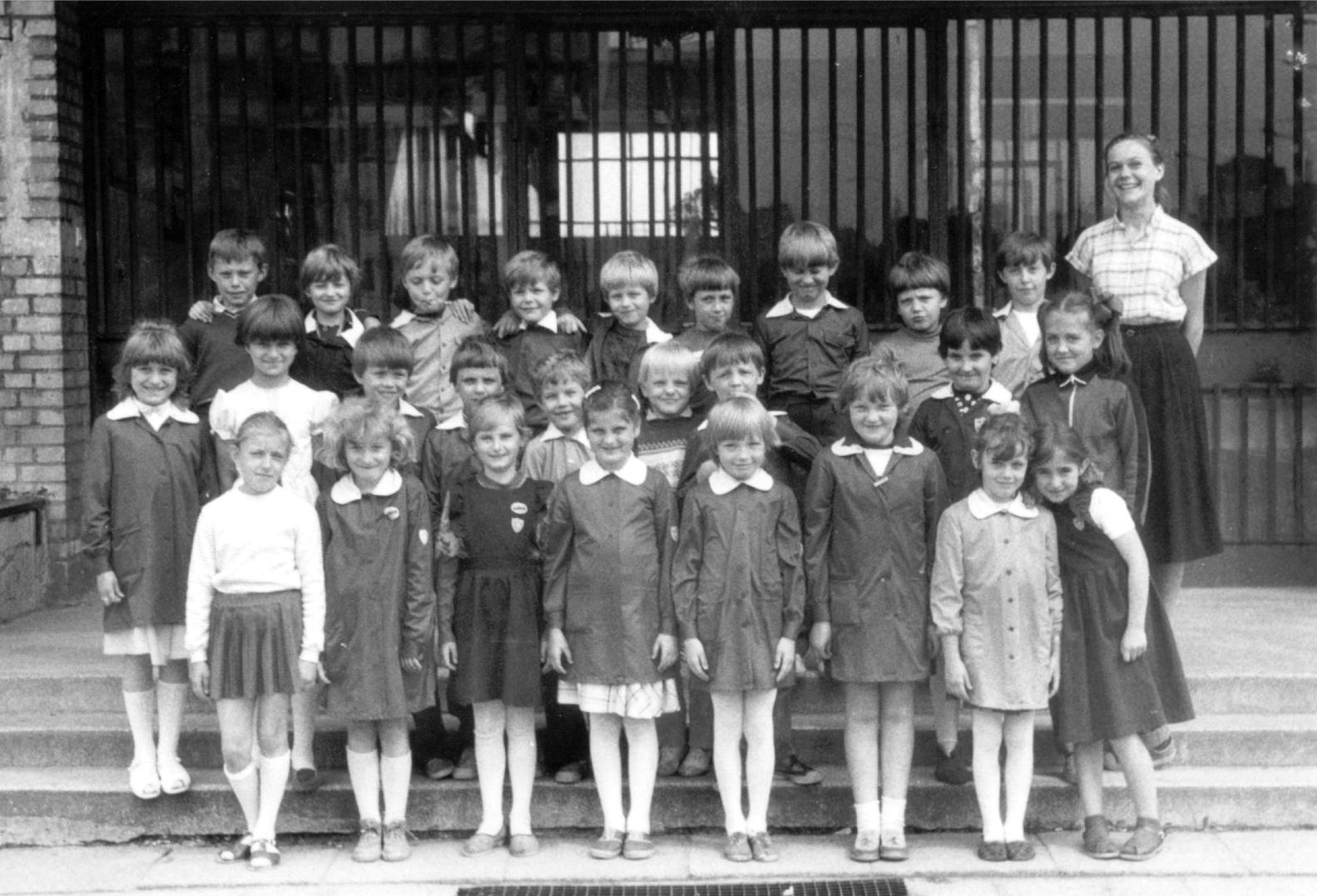
Польские школьники в школьной форме, 1984/1985 год

В Польше школьная форма была отменена в 1988 году.

### СтраныБенилюкса
В Бельгии школьная форма есть только в некоторых католических школах, а также в частных школах, основанных британцами. Типичная одежда — брюки и юбки тёмно-синего цвета, белая или голубая рубашка и галстук.

### Германия
В кайзеровской Германии школьная форма существовала лишь в некоторых кадетских училищах. Большинство немецких школьников шло на занятия в обычной одежде, мальчики надевали на голову специальную фуражку (нем. Schülermütze) с небольшим околышем. Фуражки сохранялись в Германии вплоть до прихода к власти нацистов в 1933 году. Что характерно, фуражки интербеллума были гораздо больше, не имели единого стиля, но были довольно схожи по форме. Судя по всему, отмена фуражек нацистами произошла в силу того, что дети из рабочих семей после начальных школ редко продолжали учёбу в средних школах, для которых и были характерны фуражки; из-за чего фуражки, по мнению нацистов служили признаком исключительности бюргерства и среднего класса. Таким образом, отмена фуражек стирала классовые и социальные различия учеников.
В ГДР также отсутствовала школьная форма. Тельмановцы, аналоги советских пионеров, носили белые рубашки, тёмные штаны/юбки до колен и галстуки (ученики с первого по третий класс, т. н. «юные пионеры», носили синие галстуки; а с четвёртого класса до перехода в комсомол в седьмом-восьмом классе — красные).
В современной Германии нет единой школьной формы, хотя ведутся дебаты о её введении. В большинстве современных немецких школ действует дресс-код, который имеет право вводиться школой самостоятельно. В общем и целом дресс-код требует от учеников одеваться не слишком откровенно (в частности, запрещено оголять живот и ягодицы) и опрятно: запрещены шорты выше середины бедра, мини-юбки, одежда с глубоким декольте, майки на бретельках, футболки с оскорбительными и расистскими надписями. Наиболее жёсткий дресс-код действует в католических и частных школах, а также в интернатах. В некоторых школах введена единая школьная одежда, не являющаяся формой так как ученики могут участвовать в её разработке. Что характерно, даже во времена Третьего рейха школьники не имели единой формы — они приходили на занятия в повседневной одежде, в форме гитлерюгенда (или иных детских общественных организаций).

### Румыния

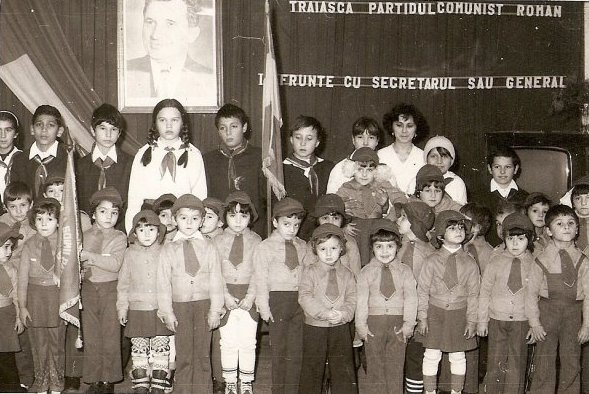
Румынские младшеклассники в форме, 1983 год

Введена в 1897 году в экспериментальном порядке в одной из школ города Турну-Северин по инициативе Теодора Костеску, члена Румынской академии, директора средней школы «Траян» и педагога с 40-летним стажем. После успеха эксперимента идея ношения школьной формы быстро распространилась по стране, а в 1906 году по указу министра просвещения Спиру Харета ношение школьной формы стало обязательным.
В СРР единой школьной формы для всех возрастных групп школьников не существовало. Младшеклассники 6-8 лет, являвшиеся членами движения «Шоимий Патрией» (рум. Șoimii Patriei, с рум. — «Соколы Родины») и бывшие аналогами октябрят, с 1976 года носили оранжевую рубашку, белые колготки и синие шорты/юбку с фартуком, в качестве головного убора использовалась синяя шляпка. Школьники-пионеры возрастом 8-14 лет носили белые рубашки и юбки до колен/длинные брюки тёмных цветов. В качестве головного убора пионеры носили береты — белого цвета для младшеклассников, и чёрного — для учащихся средних классов. И пионеры, и члены «Шоимий Патрией» носили красные галстуки с окантовкой в цветах румынского флага, для надёжности узел закреплялся специальным пластиковым колечком. Юноши-старшеклассники носили синие рубашки и строгие костюмы тёмных цветов, а девушки — синие платья и чёрные сарафаны до колен поверх них.
После революции 1989 года и до настоящего времени в большинстве школ форма присутствует лишь в младших классах и представляет собой платьице/рубашку в голубую клетку (платья комплектуются съёмными отложными воротами белого цвета), и тёмно-синими пиджаком и брюками для мальчиков и фартуком для девочек; в то время как учащиеся средних и старших классов ходят в обычной одежде, но при этом они обязаны соблюдать дресс-код, по которому одежда учеников не должна быть слишком вызывающий (мальчикам нельзя носить шорты, майки без рукавов, а девочкам — откровенную одежду и слишком яркий макияж на лице, татуировки и пирсинг также запрещены). Родители учащихся государственных школ сами покупают своим детям униформу. Лишь в некоторых частных школах есть школьная форма для всех возрастов, по внешнему виду она отдалённо напоминает британскую.

### Страны бывшейЮгославии
Во времена СФРЮ: с 1950-х по 1980-е гг., ученики начальных и иногда средних школ носили синие (иногда бордовые) халаты с двумя-тремя карманами, в их качестве ученики могли носить джинсовые куртки. На ногах носили чёрные тапочки. Девочки носили съёмные кружевные воротники (хотя к 7-8-му классу воротники почти никто не носил), ношение брюк девочками было запрещено. Форму можно было приобрести в магазинах и универмагах, также разрешалось носить форму, сшитую родителями дома (изначально форма как раз шилась на дому, и лишь позднее было налажено её массовое производство). Существовала и спортивная форма: чёрные трико для девочек и белая футболка с тёмными шортами для мальчиков. Степень строгости соблюдения формы различался в зависимости от учебного заведения: во многих средних школах школьников, пришедших без формы, немедленно отправляли домой, в некоторых гимназиях девочкам, помимо штанов, было запрещено наносить макияж, красить волосы и ногти.
После распада Югославии в 1990-х годах большинство стран, входивших в её состав, отказалось от школьной формы, несмотря на то, что вопросы по её повторному введению всё ещё поднимаются. Так, в Сербии, форма есть только в некоторых частных школах, в государственных она отсутствует, хотя в 2016 году министерство образования Сербии поднимало вопрос о введении формы для ликвидации социальных различий. Также школьная форма отсутствовала и во времена королевства Сербии (1882—1918 гг.). В Королевстве Югославии до войны в качестве школьной формы служили лишь фуражки наподобие немецких.
В Хорватии в большинстве школ также отсутствует форма. Широкий резонанс получило введение обязательного ношения формы в шибеникской начальной школе имени Юрая Далматинца в 2015 году.

### Северная Америка
В США и Канаде школьная форма на данный момент существует во многих частных школах. В государственных школах единой формы нет, хотя в некоторых школах введены правила ношения одежды, попросту говоря, дресс-код (англ. dress code). Как правило, от учеников требуется одеваться опрятно и прилично.

### Латинская Америка
На Кубе форма обязательна для всех учащихся школ и высших учебных заведений.
В Аргентине инициатива по введению школьной формы впервые была предложена в 1915 году учительницей Матильдой Фильгейрас (исп. Matilde Filgueiras) на собрании персонала школы, где она работала, и родителей учеников, мотивация заключалась в сглаживании имущественных различий между социальными слоями и защите одежды от загрязнения, для чего был выбран белый цвет. Вскоре Матильда за свой счёт закупила образцы белой ткани и раздала матерям учеников с объяснениями, какой должна быть форма. Впоследствии весть об этом дошла до Совета по Образованию, и инспектор совета, направленный в школу, где работала Фильгейрас, положительно охарактеризовал её идею, и в итоге в 1918 году Совет направил по всем аргентинским школам директив с рекомендацией использования школьной формы (несмотря на то, что цвет формы в директиве не был указан, выбор всё же пал на белый), а в 1942 году ношение формы стало обязательным. На данный момент форма государственных школ состоит из белого халата, наподобие врачебного, который носится как и учениками, так и преподавателями поверх обычной одежды. Форменные халаты можно приобрести в том числе в супермаркетах. Частные школы имеют собственные фасоны школьной формы, они продаются непосредственно учебными заведениями и купить их в других местах практически невозможно.

### Япония

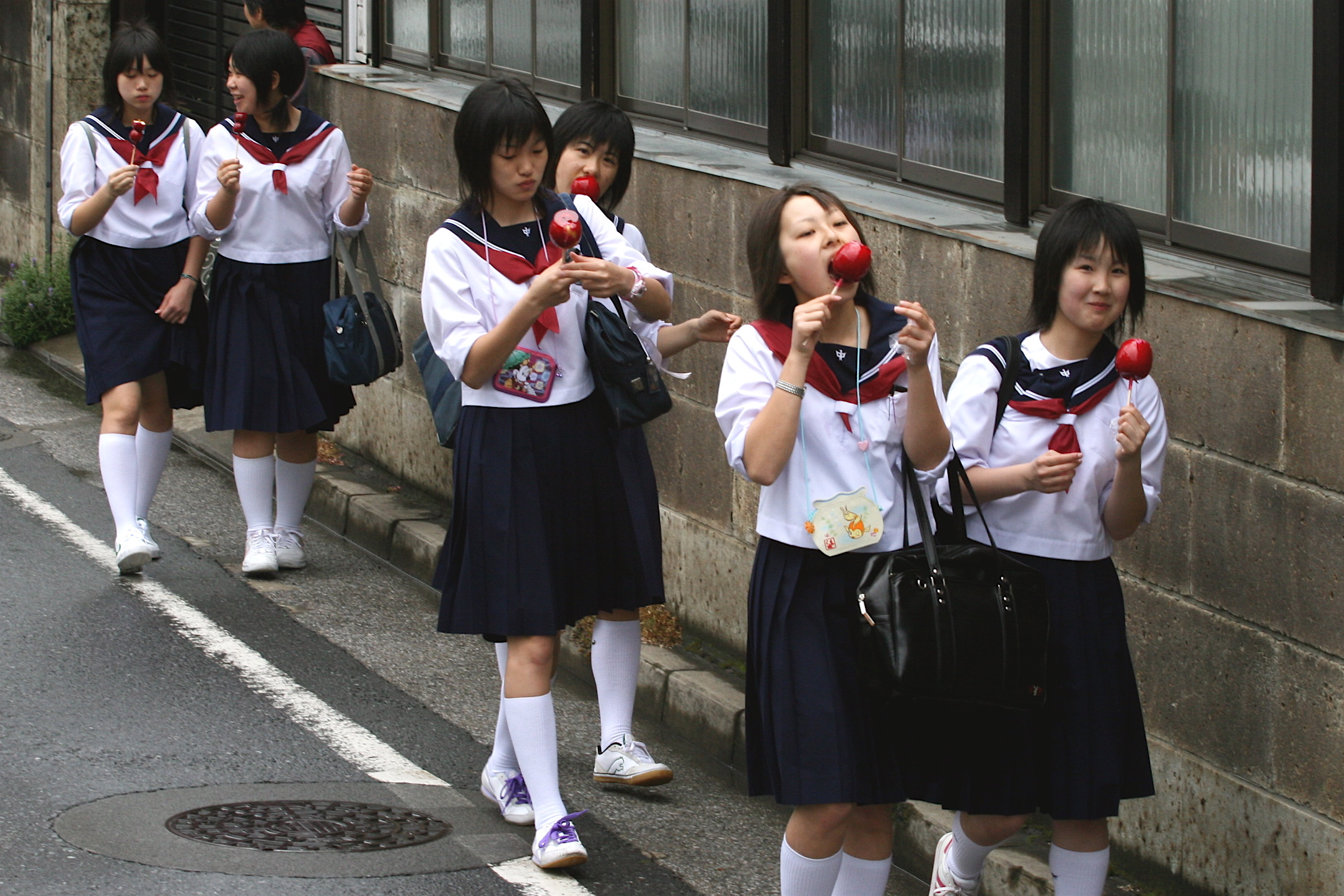
Японские школьницы

Для большинства средних и старших школ Японии обязательной считается школьная форма. В каждой школе она своя, но на самом деле вариантов не так уж много. Обычно это белая рубашка, тёмный пиджак и брюки для мальчиков, и белая рубашка, тёмный пиджак и юбка для девочек, или же сейлор фуку — «матросский костюм». К форме обычно даётся ещё большая сумка или портфель. Школьники начальных классов, как правило, одеваются в обычную детскую одежду. Школьная форма — чёрные пиджаки у мальчиков и матроски у девочек — вдохновлена британской военно-морской формой начала XIX века.

### Корея
В КНДР школьная форма обязательна для ношения на протяжении всей учёбы в школе и предоставляется государством. Покупать форму родителям и шить её самостоятельно запрещено. Школьники носят белые рубашки, синие штаны и туфли (мальчики) или светлые блузки с широкими отложными воротниками, синие платья и юбки на лямках (девочки), пионеры носят красный галстук. На левой стороне груди обязательно ношение значка с портретами Ким Ир Сена и Ким Чен Ира. Макияж запрещён до окончания школы. Помимо школьной формы, существует форма для студентов вузов, однако во многих из них вместо формы принят дресс-код, предусматривающий ношение формальной одежды.
Южнокорейская школьная форма во многом схожа с японской. В январе 2020 года Министерство культуры, спорта и туризма Южной Кореи разработало проект школьной формы, основанный на ханбоке/чосоноте — корейском традиционном костюме. В продажу новая форма поступила в следующем учебном семестре.